# Võrts-tó
A Võrts-tó (észtül Võrtsjärv, németül: Wirzsee) Észtország déli részén lévő 270 km² felületű tó.
A tó átlagos mélysége 2,7 méter, legmélyebb pontja 6 méter. Felszíne 33,7 méterrel van a tengerszint felett. Az Emajõgi folyó a tó vizét a Peipus-tóba szállítja.